# IP (marchio)
IP (Italiana Petroli) è un marchio commerciale del Gruppo API utilizzato per la distribuzione di carburanti.
Con oltre 5 000 punti vendita, è il primo marchio per numero di distributori sul territorio italiano.

## Storia
Il marchio IP, all'epoca Industria Italiana Petroli, nasce ufficialmente a Genova nel maggio 1974 come epilogo del processo che, sul finire del 1973, aveva portato all'acquisizione delle attività della Shell Italiana, filiale della Royal Dutch Shell, da parte dell'Eni: la nuova società eredita tutta la rete di distribuzione della compagnia anglo-olandese. Il nuovo marchio sostituisce quello della Shell nel corso del 1975; il processo di rinnovamento, oltre all'immagine, porta all'ammodernamento delle stazioni di servizio della società e all'aggiornamento della gamma dei prodotti venduti.
I primi anni della neonata IP risultano complicati per via della difficile integrazione nel gruppo Eni, situazione ulteriormente gravata dalla incerta situazione internazionale del petrolio. Con l'entrata negli anni 1980 l'azienda, che nel marzo 1987 assume la denominazione di Italiana Petroli, recupera slancio.

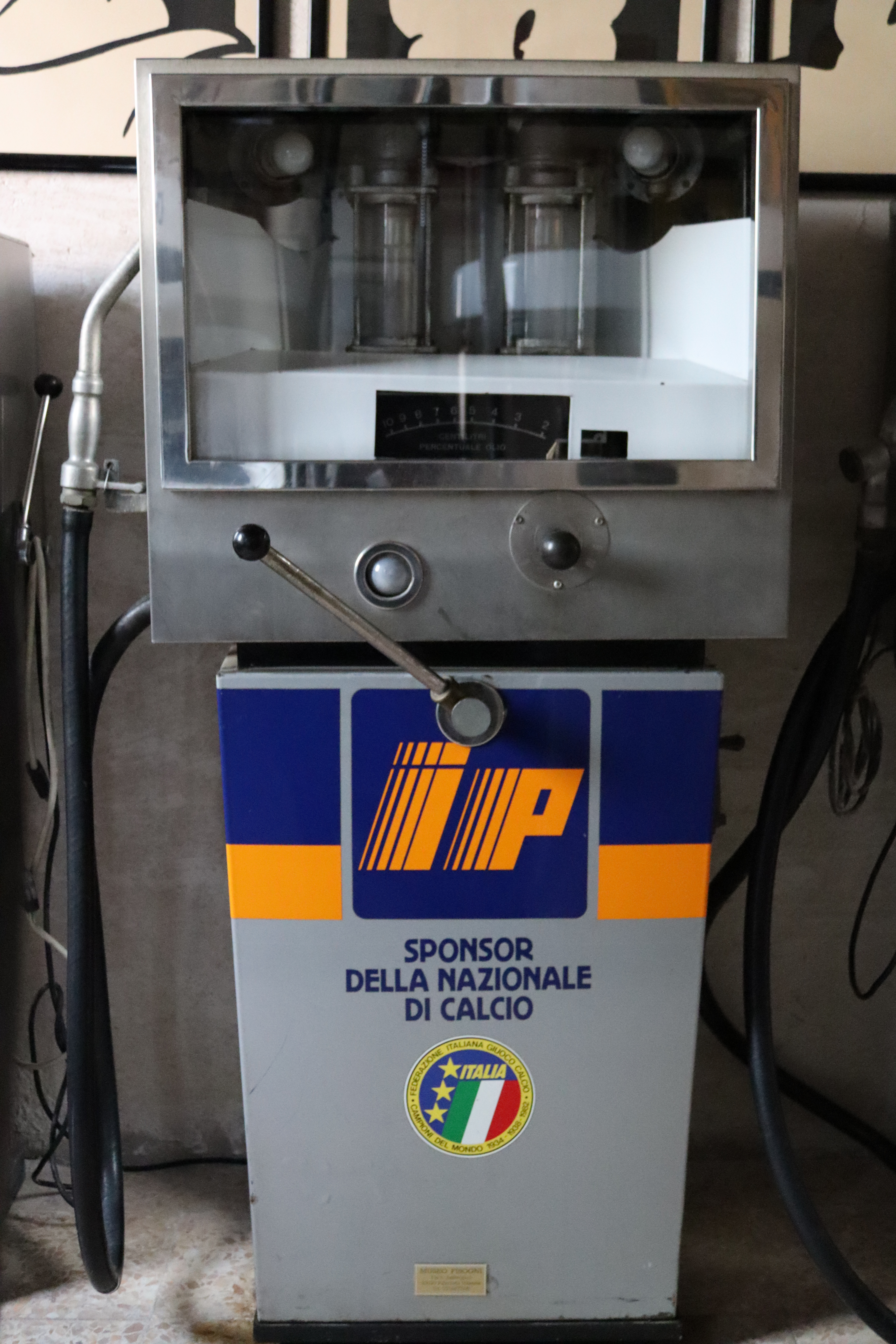
Un distributore IP degli anni 1980 che mostra il legame pubblicitario con la nazionale calcistica italiana

Alla fine degli anni 1990 la società si posiziona come la seconda realtà italiana nella distribuzione e commercializzazione di prodotti petroliferi; a partire dal 1995 era stato inoltre avviato un programma di rinnovamento e restyling della rete di impianti, per meglio competere con i concorrenti internazionali.
Nel 1999 la IP viene fusa per incorporazione in Agip Petroli, poi a sua volta assorbita da Eni. A seguito di questi processi avviene uno scambio di distributori tra i due marchi di proprietà Eni, con il passaggio sotto le insegne Agip dei punti vendita IP più redditizi, per vendite e caratteristiche strutturali, e contemporaneo declassamento al logo IP per i punti vendita Agip meno redditizi, ovvero basse vendite e caratteristiche strutturali minimali; in seguito Eni vende i punti vendita ex Agip, ora rinominati IP, in pacchetti a operatori indipendenti (retisti) con il vincolo di convenzionarli con il marchio IP.
A maggio 2002, con lo strumento della cessione del ramo d'azienda, Eni ricostituisce di fatto una nuova Italiana Petroli che può contare su circa 3 000 punti vendita, di cui circa 200 di proprietà, mentre i restanti sono convenzionati. In termini di quota mercato la nuova IP si colloca quasi al 7%. Alla fine del 2004 Eni mette in vendita tramite bando la IP, che nei primi mesi del 2005 viene acquistata dall'Anonima Petroli Italiana (API) per 189 milioni di euro; il passaggio viene formalizzato il successivo 6 settembre. Nel 2007 IP viene fusa per incorporazione nell'API: ne consegue un rebranding societario che porta tutti i distributori ex API ad adottare il marchio IP.
Nel 2017, con l'acquisizione di TotalErg da parte del gruppo API (rinominato Italiana Petroli nel 2019), la rete ex TotalErg passa alle insegne IP che diventa così, con circa 5 000 distributori, il marchio petrolifero più diffuso sulle strade italiane con il 24% del mercato nazionale.

## Sponsorizzazioni
Dalla seconda metà degli anni 1980 il marchio IP consolida la sua notorietà anche grazie alla sponsorizzazione della nazionale calcistica italiana, legame iniziato nel 1987 e proseguito ininterrottamente per il successivo decennio, e che vivrà un'ulteriore appendice a cavallo degli anni 2000 e 2010.
Da qui in avanti IP consolida il suo legame con il mondo dello sport, sia in campi strettamente legati al suo core business come le forniture tecniche, legandosi tra gli altri all'Aprilia plurivittoriosa nel motomondiale negli anni 1990, sia con operazioni di mecenatismo sportivo rivolte a discipline minori e società dilettantistiche.

## Loghi

1974-2008
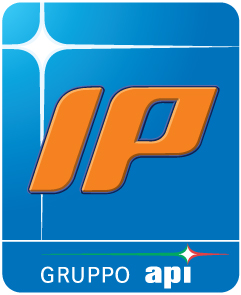
2008-2018